# Костен, Энтони
Энтони Костен (англ. Anthony Kosten; 24 июля 1958, Лондон) — французский шахматист, гроссмейстер (1990).
В составе сборной Англии участник следующих соревнований
- 9-й командный чемпионат Европы (1989) в г. Хайфе. Э. Корстен, выступая на 1-й резервной доске, выиграл бронзовую медаль в индивидуальном зачёте.
- Турнир, спонсируемый компанией VISA (1990) в г. Рейкьявике. Сборная Англии заняла 2 место.

В составе различных команд участник пяти Кубков европейских клубов (1986, 1993, 1996—1997, 2004).
Многократный участник соревнований в Шахматной лиге четырёх наций в составе различных команд (1996—2013). Выиграл 7 золотых, 8 серебряных и 4 бронзовые медали.
Участник предварительных соревнований 2-го Кубка мира, проводившегося Ассоциацией гроссмейстеров (GMA).

## Изменения рейтинга
| Графики недоступны из-за технических проблем. См. информацию на Фабрикаторе и на mediawiki.org. |

## Публикации
- Winning Endgames. The Crowood Press, Ramsbury 1987, ISBN 0-946284-69-5.
- Winning with the Philidor. Batsford, London 1992, ISBN 0-7134-6945-5.
- New Ideas in the Nimzo-Indian Defence. Batsford, London 1994, ISBN 0-7134-7377-0.
- Latvian Gambit. Batsford, London 1995, ISBN 0-7134-7619-2.
- 101 Tips to Improve Your Chess. Henry Holt, New York 1996, ISBN 0-8050-4732-8.
- Trends in the Philidor. Trends Publications, London 1997, ISBN 1-85932-032-5.
- French Advance. Everyman Chess, London 1998, ISBN 1-901259-10-2.
- Mastering the Nimzo-Indian: With the Read and Play Method. Batsford, London 1998, ISBN 0-7134-8383-0.
- Dynamic English. Gambit Publications, London 1999, ISBN 1-901983-14-5.
- Easy Guide to the Najdorf. Everyman Chess, London 1999, ISBN 1-85744-529-5.
- Sizilianisch Klassisch (B56-B59) . ChessBase, Hamburg 2000, ISBN 3-932466-84-5. (CD-ROM)
- The Latvian Gamit Lives!. Batsford, London 2001, ISBN 0-7134-8629-5.
- Dangerous Weapons: Flank Openings: Dazzle Your Opponents!. Everyman Chess, London 2008, ISBN 1-85744-583-X. (в соавторстве Richard Palliser и James Vigus)